# Гейл-Мілл (Південна Кароліна)
Гейл-Мілл (англ. Gayle Mill) — переписна місцевість (CDP) в США, в окрузі Честер штату Південна Кароліна. Населення — 866 осіб (2020).

## Географія
Гейл-Мілл розташований за координатами 34°42′8″ пн. ш. 81°14′21″ зх. д. / 34.70222° пн. ш. 81.23917° зх. д. (34.702223, -81.239248).  За даними Бюро перепису населення США в 2010 році переписна місцевість мала площу 1,69 км², уся площа — суходіл.

## Демографія
Згідно з переписом 2010 року, у переписній місцевості мешкало 913 осіб у 356 домогосподарствах у складі 227 родин. Густота населення становила 539 осіб/км².  Було 395 помешкань (233/км²).
Расовий склад населення:
| - 55,3 % — чорних або афроамериканців - 42,1 % — білих - 0,5 % — корінних американців - 0,5 % — азіатів |

До двох чи більше рас належало 1,2 %. Частка іспаномовних становила 1,0 % від усіх жителів.
За віковим діапазоном населення розподілялося таким чином: 29,9 % — особи молодші 18 років, 58,9 % — особи у віці 18—64 років, 11,2 % — особи у віці 65 років та старші. Медіана віку мешканця становила 32,5 року. На 100 осіб жіночої статі у переписній місцевості припадало 84,1 чоловіків;  на 100 жінок у віці від 18 років та старших — 81,3 чоловіків також старших 18 років.
Середній дохід на одне домашнє господарство  становив 19 432 долари США (медіана — 16 017), а середній дохід на одну сім'ю — 24 952 долари (медіана — 17 326). За межею бідності перебувало 65,3 % осіб, у тому числі 85,2 % дітей у віці до 18 років та 36,8 % осіб у віці 65 років та старших.
Цивільне працевлаштоване населення становило 202 особи. Основні галузі зайнятості: роздрібна торгівля — 26,7 %, науковці, спеціалісти, менеджери — 17,3 %, виробництво — 17,3 %.